# Едуардо Аргон
Едуардо Аргон (ісп. Eduardo Argon; нар. 1 січня 1929) — колишній уругвайський тенісист.
Найвищим досягненням на турнірах Великого шолома було 3 коло в парному розряді.
Завершив кар'єру 1969 року.

## Фінали

### Одиночний розряд
| Результат | Дата | Турнір             | Покриття | Суперник              | Рахунок       | Ref.  |
| --------- | ---- | ------------------ | -------- | --------------------- | ------------- | ----- |
| Перемога  | 1950 | Ментона Open       | Ґрунт    | Александр-Атеназ Ноге | 6–3, 6–4, 9–7 | [ 1 ] |
| Поразка   | 1957 | Санкт-Моріц Турнір | Ґрунт    | Жак Петен             | 4–6, 7–5, 2–6 | [ 2 ] |